# Nick Palmer (Leichtathlet)
Nick Palmer (* 12. Juni 2000) ist ein neuseeländischer Leichtathlet, der sich auf das Kugelstoßen spezialisiert hat. 2024 wurde er in dieser Disziplin in Suva Ozeanienmeister.

## Sportliche Laufbahn
Erste internationale Erfahrungen sammelte Nick Palmer im Jahr 2017, als er bei den Commonwealth Youth Games in Nassau mit einer Weite von 19,57 m die Silbermedaille mit der leichteren 5-kg-Kugel gewann. Im Jahr darauf verpasste er bei den U20-Weltmeisterschaften in Tampere mit 16,82 m den Finaleinzug und 2022 gewann er bei den Ozeanienmeisterschaften in Mackay mit 18,21 m die Bronzemedaille hinter dem Australier Damien Birkinhead und seinem Landsmann Ryan Ballantyne. 2024 siegte er dann mit 19,98 m bei den Ozeanienmeisterschaften in Suva und im Jahr darauf belegte er bei den World University Games in Bochum mit 19,71 m den vierten Platz.